# Ntsaouéni
Ntsaouéni är en ort i Komorerna.   Den ligger i distriktet Grande Comore, i den nordvästra delen av landet, 26 km norr om huvudstaden Moroni. Ntsaouéni ligger 26 meter över havet och antalet invånare är 3 481.

## Terräng och klimat
Terrängen runt Ntsaouéni är varierad. Havet är nära Ntsaouéni västerut. Runt Ntsaouéni är det tätbefolkat, med 411 invånare per kvadratkilometer. Närmaste större samhälle är Mbéni, 13,1 km öster om Ntsaouéni. Omgivningarna runt Ntsaouéni är en mosaik av jordbruksmark och naturlig växtlighet.